# Ice Trap
Armadilha (Ice Trap, em inglês) é o primeiro romance de Kitty Sewell, publicado pela primeira vez em 2005. A sua primeira edição na versão portuguesa ocorreu em 2008, pela Círculo de Leitores.
Este livro foi o vencedor do Prémio de Livro do Ano dos Leitores atribuído pela BBC do País de Gales.

## Sinopse
No País de Gales, Dafydd Woodruff e a sua esposa, Isabel, estão a viver um casamento continuamente abalado pelas tentativas infrutíferas de concepção de um filho. Todavia a situação piora quando, subitamente, Dafydd recebe uma carta de Sheila a dizer que é pai dos seus dois filhos gémeos, frutos de uma relação que tivera quinze anos antes em Moose Creek, uma remota cidade canadiana do Ártico. Dafyyd tem a certeza de nunca se ter envolvido com a mãe das crianças, por isso, pede-lhe um teste de ADN que, para sua surpresa, dá positivo. Esta descoberta fá-lo regressar ao seu passado, a Moose Creek, confrontando-se aí com mistérios que Dafydd terá que resolver.